# شهرستان حلبچه
شهرستان حلبچه (به عربی: قضاء حلبجة) یک شهرستان در عراق است که در استان حلبچه واقع شده‌است.